# 에베르통 소아리스
에베르통 소자 소아리스(포르투갈어: Everton Sousa Soares, 1996년 3월 22일 ~ )는 간단히 에베르통(Everton, 브라질 포르투갈어 발음: [ˈɛvɛɾtõ])이라는 이름으로 알려져 있는 브라질의 축구 선수이다. 포지션은 공격수이며, 현재 캄페오나투 브라질레이루 세리이 A의 플라멩구에서 활동하고 있다.

## 클럽 경력
에베르통은 2009년에 포르탈레자 유스 팀에 입단했으며 2012년에 그레미우 유스 팀으로 임대되었다. 2013년 10월에 그레미우 유스 팀과 정식 계약을 체결했고 2014년에 그레미우 1군 팀으로 승격되었다. 2014년 4월 20일에 열린 아틀레치쿠 파라나엔시와의 원정 경기에서 교체 출전하면서 캄페오나투 브라질레이루 세리이 A 무대에 데뷔했다. 2015년 9월 6일에 열린 고이아스와의 홈 경기에서 사진의 리그 첫 골을 기록했다.
에베르통은 2016년 8월 15일에 그레미우와의 계약을 2020년까지 연장했다. 2016 시즌에서는 그레미우의 코파 두 브라지우 우승을 견인했고 2017 시즌에서는 그레미우의 코파 리베르타도레스 우승을, 2018 시즌에서는 그레미우의 레코파 수다메리카나 우승을 견인했다.

## 국가대표 경력
에베르통은 2018년 8월 17일에 미국, 엘살바도르와의 친선 경기를 앞두고 있던 브라질 축구 국가대표팀의 치치 감독에 의해 처음으로 국가대표팀에 발탁되었다.
에베르통은 브라질에서 개최된 2019년 코파 아메리카에 참가한 브라질 축구 국가대표팀 명단에 이름을 올렸으며 볼리비아와의 조별 예선 경기에서 자신의 국가대표팀 첫 골을 기록하면서 브라질의 3-0 승리에 기여했다. 페루와의 조별 예선 경기에서는 1골을 기록하면서 브라질의 5-0 승리와 8강전 진출에 기여했다.
에베르통은 2019년 7월 7일에 브라질 리우데자네이루에 위치한 이스타지우 두 마라카낭에서 열린 페루와의 결승전 경기에서 1골을 기록하면서 경기 MVP에 선정되었다. 브라질은 페루와의 결승전 경기에서 3-1 승리를 기록하면서 2019년 코파 아메리카에서 우승을 차지하게 된다. 이베르통은 2019년 코파 아메리카에서 페루의 파올로 게레로와 함께 3골을 기록했지만 파올로 게레로보다 출전 시간이 적어서 해당 대회의 골든 부트를 수상하는 영예를 안았다.

## 수상

### 클럽
그레미우
- 코파 두 브라지우 1회 우승 (2016)
- 코파 리베르타도레스 1회 우승 (2017)
- 레코파 수다메리카나 1회 우승 (2018)
- 헤코파 가우샤 1회 우승 (2019)

### 국가대표
- 2019년 코파 아메리카 우승

### 개인
- 2019년 코파 아메리카 골든 부트 수상
- 2019년 코파 아메리카 베스트 일레븐 선정